# Eucalyptus jacksonii
Eucalyptus jacksonii ist eine Pflanzenart innerhalb der Familie der Myrtengewächse (Myrtaceae). Sie kommt nur in Western Australia vor und wird dort „Red Tingle“ genannt.

## Beschreibung

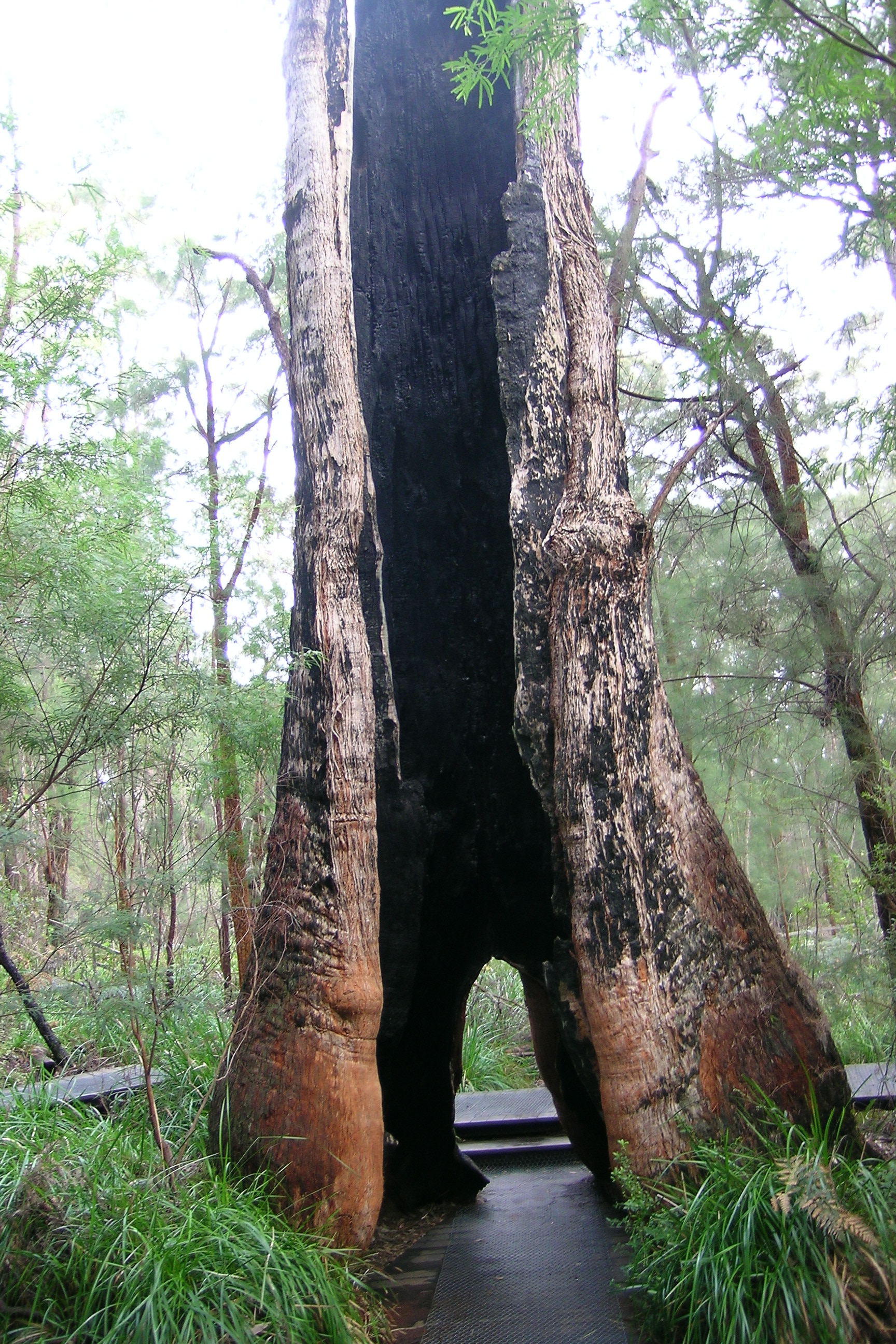
Durch einen Waldbrand ausgehöhlter Stamm eines Eucalyptus jacksonii im Walpole-Nornalup-Nationalpark. Für Touristen baute man einen Weg durch den Stamm hindurch.

### Erscheinungsbild und Blatt
Eucalyptus jacksonii wächst als Baum, der Wuchshöhen von bis über 50 Metern, selten bis zu 70 Meter erreicht. Die Borke verbleibt am gesamten Baum, ist grau-braun bis rotbraun, faserig und besitzt Drüsen. Im Mark sind Öldrüsen vorhanden. Der Stammdurchmesser erreicht über 2,5 Meter, selten bis über 6 Meter.
Bei Eucalyptus jacksonii liegt Heterophyllie vor. Die Laubblätter an mittelalten Exemplaren besitzen keine Blattstiele und die einfache Blattspreite ist lanzettlich, sichelförmig, ganzrandig  matt grau-grün. Die glänzend, zweifarbig (also auf Ober- und Unterseite verschieden) grünen Laubblätter an erwachsenen Exemplaren sind relativ dünn, lanzettlich, sichelförmig und zur Basis hin sich verjüngend mit spitzem oberem Ende. Die Seitennerven sind kaum erkennbar. Die Keimblätter (Kotyledonen) sind nierenförmig. Der Stammdurchmesser erreicht über 5 Meter.

### Blütenstand, Blüte und Frucht
Die Blütezeit reicht in Western Australia von Januar bis März. Seitenständig auf einem bei einem Durchmesser von bis zu 3 mm im Querschnitt stielrunden, schmal abgeflachten oder kantigen Blütenstandsschaft steht ein einfacher Blütenstand, der drei bis sieben Blüten enthält.
Die Blütenknospe ist eiförmig oder keulenförmig und nicht blau-grün bemehlt oder bereift. Die zwittrige Blüte ist radiärsymmetrisch mit doppelter Blütenhülle. Die Kelchblätter bilden eine Calyptra, die bis zur Öffnung der Blüte (Anthese) vorhanden bleibt. Die Calyptra ist konisch, dreimal so lang wie der Blütenbecher (Hypanthium) und so breit wie dieser. Blütenbecher und Calyptra sind gerippt. Die Blüten sind weiß oder cremefarben.
Die Frucht ist kugelig. Der Diskus ist eingedrückt.

## Vorkommen
Das natürliche Verbreitungsgebiet von Eucalyptus jacksonii sind ausschließlich die Südküste und küstennahe Bereiche westlich von Albany in Western Australia. In Western Australia kommt Eucalyptus jacksonii in den selbstständigen Verwaltungsbezirken Denmark, Manjimup und Plantagenet in den Regionen South West und Great Southern vor. Eucalyptus jacksonii gedeiht auf Lehmböden an Hängen und in engen Schluchten.

## Taxonomie
Die Erstbeschreibung von Eucalyptus jacksonii erfolgte 1914 durch Joseph Henry Maiden in Journal and Proceedings of the Royal Society of New South Wales, Volume 47, S. 219. Das Typusmaterial weist die Beschriftung „Deep River, Nornalup Inlet, Bow River, Irwin’s Inlet, South West Australia.“ auf. Das Artepitheton jacksonii verweist auf den Sammler des Typusmaterials Sidney Wm. Jackson.